# Silvio Marzolini
Silvio Marzolini (født 4. oktober 1940 i Buenos Aires, Argentina, død 17. juli 2020) var en argentinsk fodboldspiller og -træner, der som venstre back på Argentinas landshold deltog ved to VM-slutrunder (1962 og 1966). I alt nåede han at spille 28 kampe og score ét mål for landsholdet.
Marzolini spillede på klubplan i hjemlandet hos Ferro Carril Oeste og Boca Juniors. Længst tid tilbragte han hos Boca, hvor han var tilknyttet i 12 sæsoner, og var med til at vinde fem argentinske mesterskaber.
Efter sit karrierestop fungerede han også som træner, både for sin gamle klub Boca, og for All Boys.